# Kunaysah
Kunaysah (tiếng Ả Rập: كنيسة, cũng đánh vần Knisa) là một ngôi làng ở phía bắc Syria nằm về phía tây bắc của Homs ở tỉnh Homs. Theo Cục Thống kê Trung ương Syria, Kunaysah có dân số 1.504 trong cuộc điều tra dân số năm 2004. Cư dân của nó chủ yếu là Alawites.